# Frans Hals
Frans Hals (Anvers, 1580? o 1585? – Haarlem, 26 d'agost de 1666) va ser un pintor neerlandès de l'escola barroca flamenca. És un dels grans mestres en l'art del retrat. La seua obra destaca per la brillantor en la representació de la llum i la llibertat en el maneig dels pinzells.

## Biografia

### Ombres en la seua biografia
L'escassetat de documents i l'absència total d'escrits personals de Frans Hals fan que la seua personalitat i la seua vida romanguen en certa manera a la foscor.
Hi ha diverses dates hipotètiques sobre el seu naixement, que va poder ser el 1580, el 1581 o el 1585, deduïdes de l'edat que els seus biògrafs calculen que tindria quan va morir, tot i que se sap amb seguretat que va nàixer a la ciutat flamenca d'Anvers. En aquesta ciutat romandria pocs anys, perquè l'any 1591, va ser batejat, ja a Haarlem, el seu germà Dirck, que també es va dedicar a la pintura.
Després de la caiguda d'Anvers en mans de les tropes espanyoles en la Guerra dels Vuitanta Anys, que va suposar la fragmentació de Flandes, la seua família es va instal·lar a Haarlem, a la zona nord, d'on el seu pares eren originaris. En aquesta ciutat va viure Hals tota la seua vida. La biografia del pintor corre en paral·lel amb la independència dels Països Baixos de la monarquia espanyola.
Els estudis més recents han anat desterrant les idees, mantingudes des de temps antic, sobre la vida llibertina del pintor i un suposat incorregible vici per l'alcohol. Tenint en compte que pertanyia a l'associació oratòria De Wijngaertranken i la milícia cívica de Sant Jordi, que va ser membre de la cambra de rectors i president des de 1644 del gremi de pintors de Haarlem, el fet que tinguera mals costums i vicis coneguts no sembla quadrar massa bé amb la rectitud i puritanisme d'aquestes societats.

### Començaments

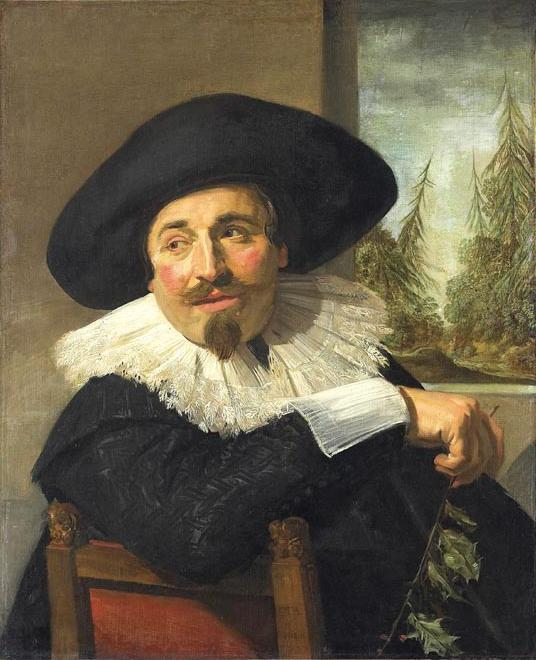
Retrat d'Isaac Abrahamsz, (1626), oli sobre llenç, 80 x 65 cm, Galeria d'Art d'Ontario, (Toronto)

Va entrar el jove artista al taller del pintor flamenc Karel van Mander (1548-1606), qui també s'havia refugiat a Haarlem fugint de la pressió dels espanyols a la zona. L'acadèmia d'aquest mestre dedicava el seu estudi a la tècnica manierista. Però a finals del segle xvi, a causa de la influència de la pintura italiana, va sorgir un art de certa inspiració classicista que influirà en les obres del primer Hals. És per això, que en la seua obra d'aquest període no es fa palesa la influència de van Mander.
La seua emancipació laboral es va produir en aconseguir certa maduresa artística, coincidint amb el seu ingrés, l'any 1610, en la Sint-Lucasgilde (gremi de Sant Lluc), cèlebre gremi d'artistes de Haarlem amb sucursals a Anvers, Utrecht, Delft i Leiden. L'obra més antiga de Frans Hals, l'autoria de la qual es coneix amb seguretat, és el retrat de Jacobus Zaffius (1611).
També l'any 1610 va contraure matrimoni amb Anneke Hermansz, tot i que si es jutja pels fets, aquesta unió no va ser feliç. Alguns historiadors han documentat que Hals va haver de comparèixer davant els tribunals per infligir maltractes domèstics a la seua primera muller. Siga com siga, és estrany que essent Hals un pintor exclusivament de retrats, no pintara mai el rostre d'Anneke. No obstant la unió va durar poc, perquè Anneke va morir l'any 1616, havent-li donat dos fills al pintor. L'any 1617, després d'un fugaç viatge a Anvers (potser per a posar-se en contacte amb Rubens), es va casar amb Lysbeth Reyniers, amb la qual va tenir vuit fills.

### Consolidació: Entre l'èxit i els deutes
La tradició retratística holandesa aconsegueix el seu cim amb Frans Hals, qui va reeixir a apartar-la del mutisme i retratar les seues figures en moviment. La seua gran aportació va tenir lloc l'any 1616, amb el retrat col·lectiu, Banquet d'oficials de la milícia cívica de Sant Jordi. Aquest encàrrec demostra que el pintor ja havia aconseguit certa reputació com a artista. A partir d'aquest quadre, els encàrrecs, tant de particulars com d'institucions, es van fer molt habituals.
Tot i que els serveis de Hals van ser molt demandats durant la seua vida, va patir greus dificultats financeres, no se sap si per una vida dissoluta o per haver de mantenir una gran família després d'un segon matrimoni amb una dona humil. A més de pintar, va treballar com a marxant, restaurador d'art i mestre de pintura.
A partir de 1640, hi ha un nou gir en la moda del retrat als països nòrdics. Comencen a fer-se populars els retrats que palesen aires de distinció i de noblesa, com els d'Antonis Mor o Anthony van Dyck. Això va repercutir significativament en les comandes del retratista neerlandès. Malgrat això, en els ambients artístics oficials, se succeïen els reconeixements, com l'any 1644, en què Hals va ser elegit president del gremi de Sant Lluc de Haarlem.
Davant la disminució del treball, Hals va intentar obrir nous camins, i cap a 1650 fundà un taller. Però tot indica que l'empresa no va tenir l'èxit esperat, perquè l'any 1652 la seua economia domèstica va fer fallida. Els seus creditors el van demandar en diverses ocasions, i aquest mateix any va haver de pagar el seu deute amb un banquer venent les seues pertinences. L'embargament del seu patrimoni només va poder requisar tres matalafs, coixins, un aparador, una taula i cinc quadres. La ciutat, en reconeixement, es va veure obligada a ajudar-lo en les seues despeses, proporcionant-li habitatge gratuït i aprovisionament de combustible.
Aquesta situació el va fer dimitir del càrrec directiu del gremi i l'any 1661, se'l va eximir, a causa de la seua avançada edat, del pagament de la quota corresponent. El municipi de Haarlem també li va concedir una pensió anual de 200 florins l'any 1664.
Va morir en Haarlem el 1666 i està enterrat a la catedral de Sant Bavó de la localitat, com a homenatge pòstum al pintor. La seua viuda va morir poc després en un hospital de caritat de la beneficència.

## Característiques de la seua tècnica pictòrica

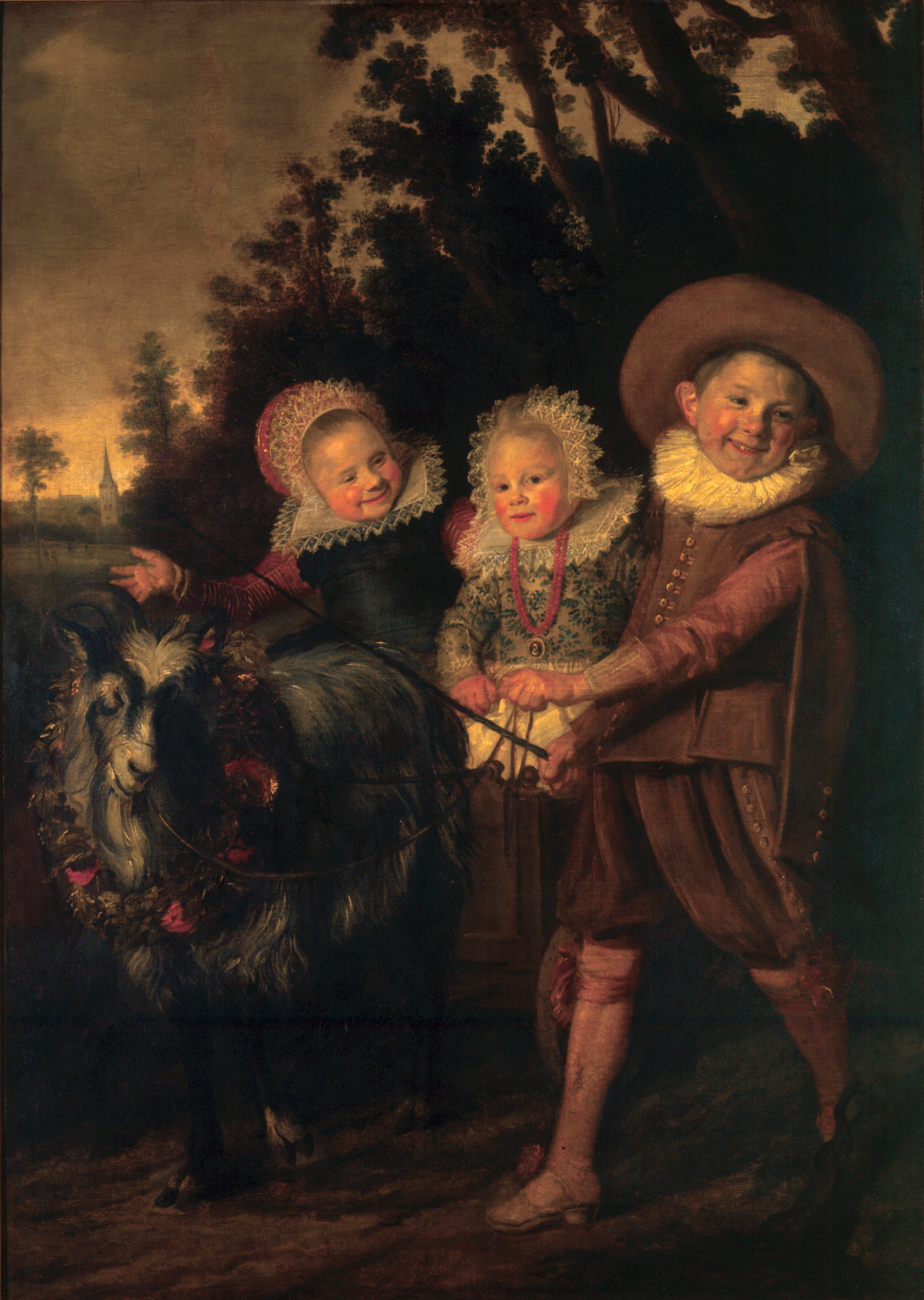
Tres infants estirant d'un carro, c.1620, oli sobre llenç, 151 x 107,5 cm, Museus Reials de Belles Arts (Brussel·les)

### Lleugeresa del dibuix preparatori
Sovint s'ha cregut amb precipitació que Hals no tenia una tècnica molt depurada i que pintava a penes sense correccions o sense dibuixos preparatoris. Però estudis científics i tècnics han demostrat que les coses no eren així. És cert que els treballs menys coneguts van ser realitzats sense correccions (alla prima), però la majoria de les seues obres van ser creades a partir de diverses capes, com era costum en aquella època.
A vegades l'esbós era fet amb clarió o pintava sobre una capa base grisa o rosa, per a després completar el quadre per fases. Sembla com si el mestre normalment usara els esbossos molt tènuement. Això demostra que Hals utilitzava el seu virtuosisme des de l'inici del quadre. L'absència de línies delimitadores o de dibuix preparatori va ser cada vegada més usada pel pintor a les seues obres de maduresa.

### Psicologia del retrat
Frans Hals va manifestar durant la seua vida una tremenda audàcia i un gran coratge que van amerar els seus llenços. Tenia la capacitat de plasmar la psicologia del personatge. A diferència d'altres retratistes contemporanis de Hals, no diferenciava en la seua pintura si era per encàrrec o no. Utilitzava la mateixa diligència i precisió en qualsevol de les seues obres.
«Una inusual manera de pintar que superava a la de gairebé qualsevol altre» va escriure el seu primer biògraf, Theodorus Schrevelius, en el segle xvii, sobre la seua tècnica pictòrica. En realitat, aquesta tècnica no va ser creació original de Hals, ja existia en la pintura italiana barroca, tot i que probablement Hals la va prendre dels seus contemporanis flamencs: Rubens i Van Dyck.
Al començament del segle xvii, ja sorprenia la vitalitat dels retrats de Frans Hals. Schrevelius indicà que la seua obra reflectia «tal potència i vida» que el pintor «semblava aconseguir allò natural amb els seus pinzells». Segles després, Vincent van Gogh escrivia al seu germà Theo: «Quina alegria és contemplar Frans Hals, que diferents són les seues pintures -moltes d'elles- on tot està atentament allisat de la mateixa manera».

### Colorit preimpressionista
Hals va estimar-se més no donar un acabat definit a les seues pintures, a diferència del que feien quasi tots els seus contemporanis, imitant la vitalitat dels seus retratats usant taques, línies, gotes, grans pegats de color, que conformaven els detalls.
No va ser fins al segle xix que aquesta tècnica va tenir seguidors, particularment en l'Impressionisme. Se'n pot considerar el pintor holandès com un precursor, usant la tècnica impressionista als quadres de les milícies o els retrats dels regents de l'asil de Haarlem.

## Temàtica

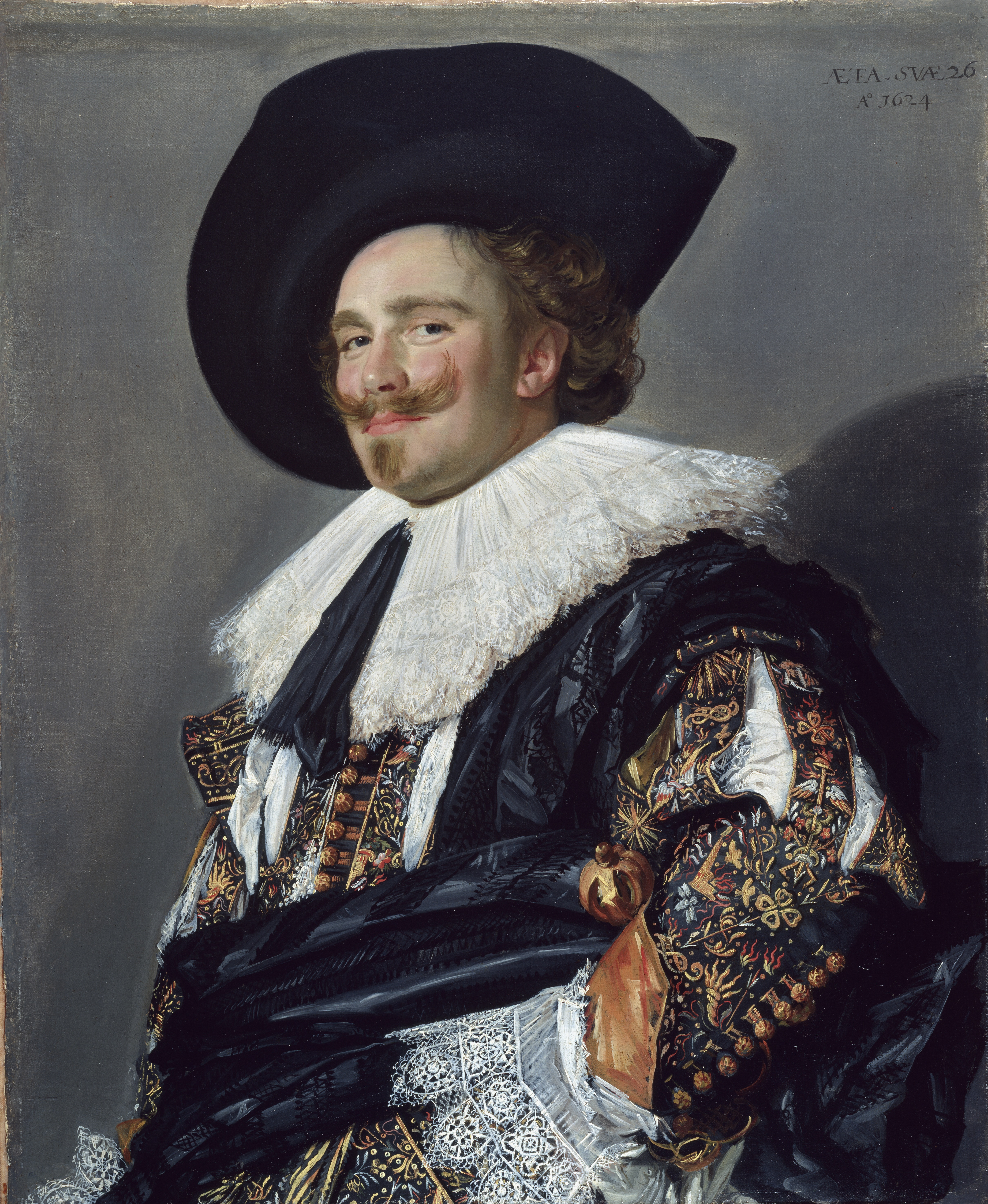
Cavaller somrient, 1624, oli sobre llenç, 83 x 67 cm, Col·lecció Wallace, Londres

Del conjunt de la seua obra, pel seu nombre, destaquen els retrats, en els quals demostra una sorprenent habilitat en la captació de gestos i detalls:
- Retrats per encàrrec: Podríem dividir-los en dues classes:
  - Retrats individuals: Són imatges eminentment burgeses dedicades a la decoració de les cases, generalment a través d'encàrrecs dobles: retrats masculins i femenins que presidirien els salons nobles de les cases de Haarlem. Es mostren plens de vida i en una actitud increïblement natural i aconseguida, poc comuna en aquest tipus de pintura per encàrrec. Fa un ús intel·ligent de la psicologia del personatge per a caracteritzar-lo en el retrat.
  - Retrats col·lectius: Sota comanda de les societats o les agrupacions burgeses, Hals concedeix a totes les figures un mateix tracte preeminent, evitant personatges secundaris o subordinats. Es reflecteixen en aquests quadres de grup el realisme psicològic i són rics en cromatisme i efectes de llum dirigida a rostres i mans. Fins i tot, a vegades, els honoraris van ser pagats proratejant-los per cada persona pintada.
- Retrats de personatges populars: Pintats amb naturalitat i en actitud quotidiana. Són els desposseïts de la seua ciutat, a diferència dels burgesos d'alt poder adquisitiu que li feien encàrrecs. És pintura de gènere, pròpia del gust barroc, on l'estudi de la instantaneïtat sobre les classes pobres suposa una reflexió gairebé sociològica d'aquesta part de la societat exclosa de les pàgines de la Història. En aquests casos, Hals centra l'atenció no tant en el físic de l'individu com en la personalitat integradora del moment captat.

## Obra
Segons la temàtica referida en el punt anterior, de l'obra de Hals podem destacar els quadres següents:
- Parella d'esposos o Retrat d'una parella (1625; Rijksmuseum d'Amsterdam): La singularitat d'aquest quadre consisteix en el fet que va ser el seu únic amb el tema dels esposos en un paisatge, molt habitual en la pintura flamenca, com és el cas de Rubens o Rembrandt. Tant el tema com l'entorn va fer difícil la seua atribució a Hals, que avui és unànime. Alguns estudiosos identifiquen les figures amb un autoretrat del pintor amb la seua segona esposa Lysbeth, però no es pot assegurar amb fidelitat. Podria ser també una pintura d'encàrrec per un matrimoni de la ciutat o models desconeguts, que era tècnica comuna en la pintura acadèmica, com a quadre de gènere.

- La milícia cívica de Sant Jordi i Sant Adrià (1627; Museu Frans Hals de Haarlem): Aquests dos llenços figuren entre els més destacables dels vuit retrats col·lectius que atresora el museu Frans Hals de Haarlem. Representen escenes de banquets de dues de les milícies cíviques de la ciutat, amb les quals el pintor estava molt relacionat. Mostren el poder i bonança econòmica que vivia la ciutat. Aquests aspectes són simbolitzats, a més de pel caràcter afable dels seus membres, pel fet que es troben immortaliltzats durant un banquet. El retrat de grup és la gran aportació del geni holandès i no tenia precedents en el conreu d'aquest gènere pictòric de l'època. La llum dels llenços destaca els rostres i les mans amb la intenció de fer més palesos els gestos de les seues figures. El joc de llums serveix per a contrastar la sobrietat de la vestimenta d'aquestes associacions cíviques de caràcter purament calvinista. Destaca també la posició de les figures, de forma manierista i que va més enllà de les meres persones assegudes entorn d'una taula. El segon d'ells també és conegut amb el nom de El banquet dels oficials del cos d'arquers de Sant Adrià.

- Les rectores i els rectors de l'asil d'ancians (1664; Museu Frans Hals de Haarlem): Són dues de les últimes grans obres del pintor, pintades quan Hals ja era octogenari. És fàcil d'endevinar l'empremta de decadència, vellesa i mort als llenços, que pot reflectir la seua pròpia decadència o fins i tot el desengany de l'autor amb la societat que va permetre la seua pròpia penúria econòmica. A diferència d'altres quadres col·lectius, Hals empra colors primaris, bàsicament negres i blancs, merament estesos pel llenç sense pinzellades de precisió. Usa més que mai el clarobscur a l'estil de Caravaggio. Són curioses les posicions i l'actitud tant dels rectors com de les rectores, adoptant formacions desordenades i mostrant una manca de coordinació, amb les mirades dirigides a objectes dispars.

- La zíngara o La gitaneta (1628-1630; Museu del Louvre de París): És el més conegut dels seus retrats de personatges populars, un dels millors conservats i no obstant un dels més desconeguts. La identificació d'una zíngara és gairebé eufemística, perquè podria ser una prostituta, per la intenció de Hals amb l'ús de la llum rasant en l'escot. La tècnica en la pinzellada és molt solta, però ben empastada com era habitual en el pintor holandès. Açò serveix perfectament per a la representació del gest, una mica agredolç de la xicota. Prescindeix Hals, com en la majoria dels seus retrats individuals, de fons paisatgístic, i la llum se centra al rostre i bust de manera intencionada.

altres obres
- Retrat d'un home sostenint un crani, h. 1611, Barber Institute of Art, Birmingham.
- Banquet dels arcabussers de Sant Jordi de Haarlem, 1616, Museu Frans Hals, Haarlem.
- Retrat de Willem van Heythuysen, 1625-1630, Alte Pinakothek, Múnic.
- Retrat d'Isaac Massa, 1626, Art Gallery, Toronto.
- Jove sostenint una calavera, (popularment anomenat "Hamlet") h. 1626, National Gallery, Londres.
- Retrat de Verdonck, 1627, National Gallery, Edimburg.
- L'alegre bevedor, 1627-1628, Rijksmuseum, Amsterdam.
- La bohèmia, 1628-1630, Museu del Louvre, París.
- Retrat de Cornelia C. Vooght, 1631, Museu Frans Hals, Haarlem.
- Companyia del capità Reynier Reael o La companyia cívica, 1633-1637, Rijksmuseum, Amsterdam.
- Els regents de l'hospici de Santa Isabel a Haarlem, 1641, Museu Frans Hals, Haarlem.
- Retrat de dona, 1648-1650, Museu del Louvre, París.
- Retrat d'home, 1660-1666, Staatliche Kunstsammlungen, Kassel.
- Retrat de família amb serf negre, Museu Thyssen-Bornemisza, Madrid.

## Influència

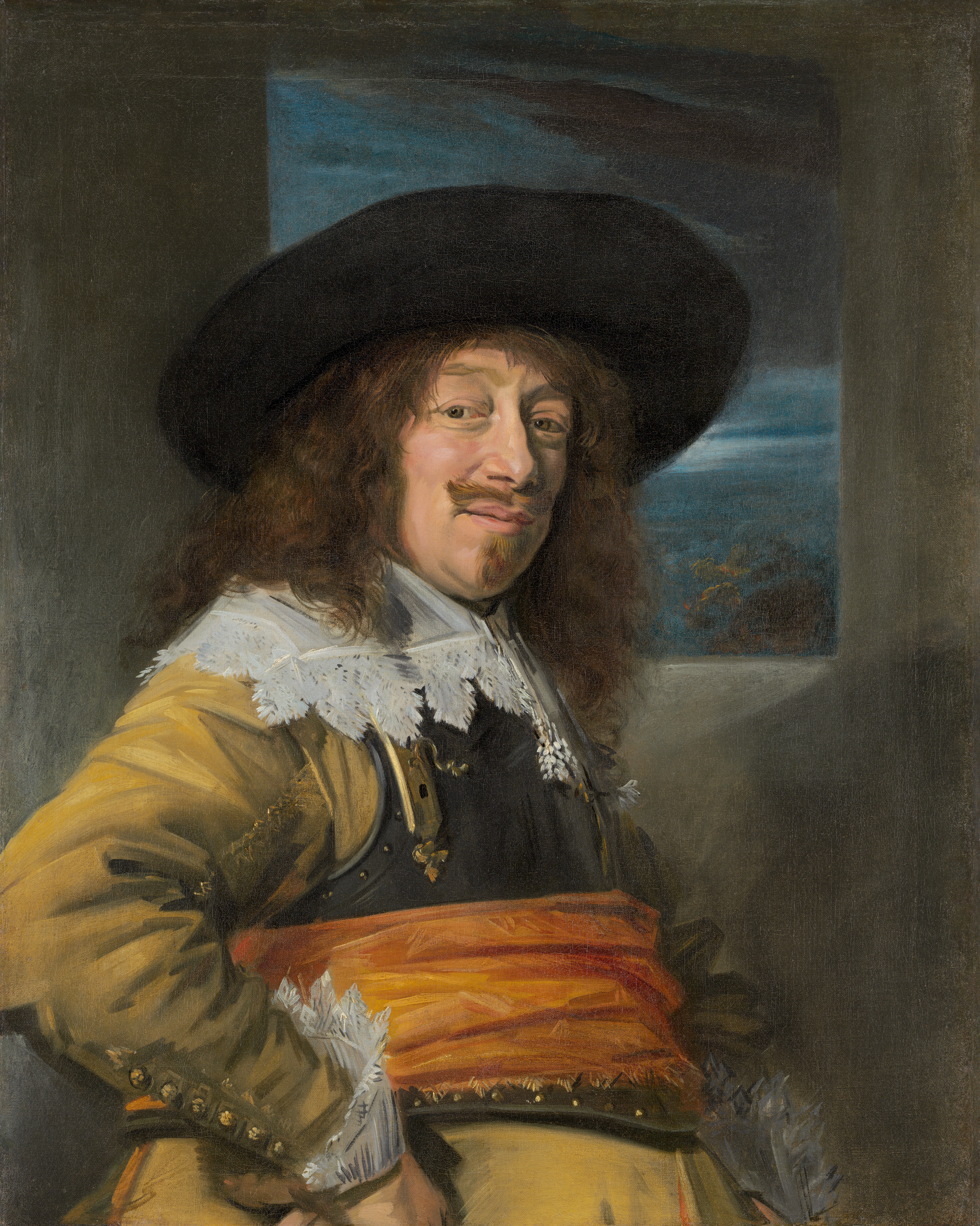
Home amb cuirassa, c.1639, oli sobre llenç, 86 x 69 cm, Galeria Nacional d'Art, Washington

- Frans va influir en el seu germà Dirck Hals (1591-1656), qui també es va dedicar a la pintura. Dirck d'una altra manera i amb molta més llibertat que el seu germà va pintar festes populars i balls, no obstant aquesta major llibertat no es va veure recompensada amb la qualitat pictòrica de la seua obra.

- Quatre dels seus fills van seguir els seus passos en la pintura: 
  - Harmen Hals (1611-1669)
  - Frans Hals fill (1618-1669)
  - Reynier Hals (1627-1672)
  - Nicolaes Hals (1628-1686)

El més interessant d'ells és Frans Hals fill, amb quadres d'aldees i granges i excel·lents bodegons.
- Altres dels pintors contemporanis que van veure's inspirats pel mestre holandès van ser:
  - Jan Miense Molenaer (1609-1668)
  - Judith Leyster (esposa de Molenaer) (1609-1660)
  - Adriaen van Ostade (1610-1685)
  - Adriaen Brouwer (1605-1638)
  - Johannes Cornelisz Verspronck (1597-1662)
  - Bartholomeus van der Helst (1613-1670)

Alguns dels esmentats van ser deixebles del taller de Hals. En el seu estudi De Groote Schouburgh (1718-21), Arnold Houbraken esmenta a Adriaen Brouwer, Adriaen van Ostade i Dirck van Delen com a deixebles. El professor Vincent Laurensz van der Vinne afegeix a la llista d'estudiants del taller al fill de Hals i a Pieter Gerritsz van Roestraten. Johannes Verspronck, retratista de Haarlem i contemporani de Hals, possiblement també va estudiar amb el mestre en algun moment.
- Dos segles després de la seua mort, l'obra de Hals es va revalorar i va influir en mestres com Claude Monet, Édouard Manet, Charles-François Daubigny, Max Liebermann, James Whistler i Gustave Courbet, així com en els holandesos Jacobus van Looy i Isaac Israëls. Tant el Realisme com l'Impressionisme del segle xix es van veure influïts per la temàtica o la tècnica de Frans Hals. Molts d'aquests pintors van visitar el Museu Frans Hals de Haarlem, que conserva la major col·lecció de quadres del pintor.

## Galeria fotogràfica de les seues obres principals

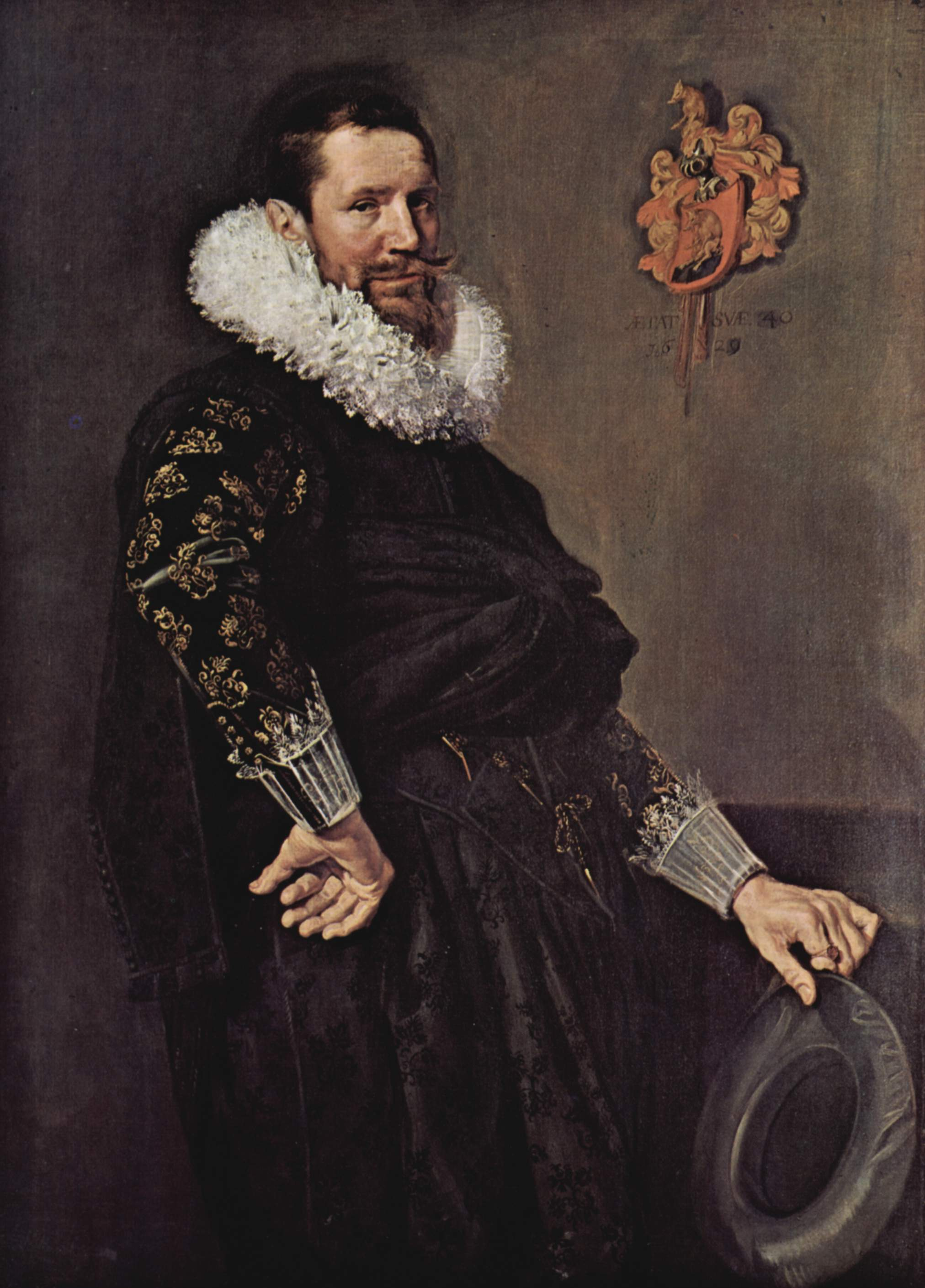
Paulus van Beresteyn - Oli sobre llenç, 137,5 x 104 cm, Museu del Louvre, París
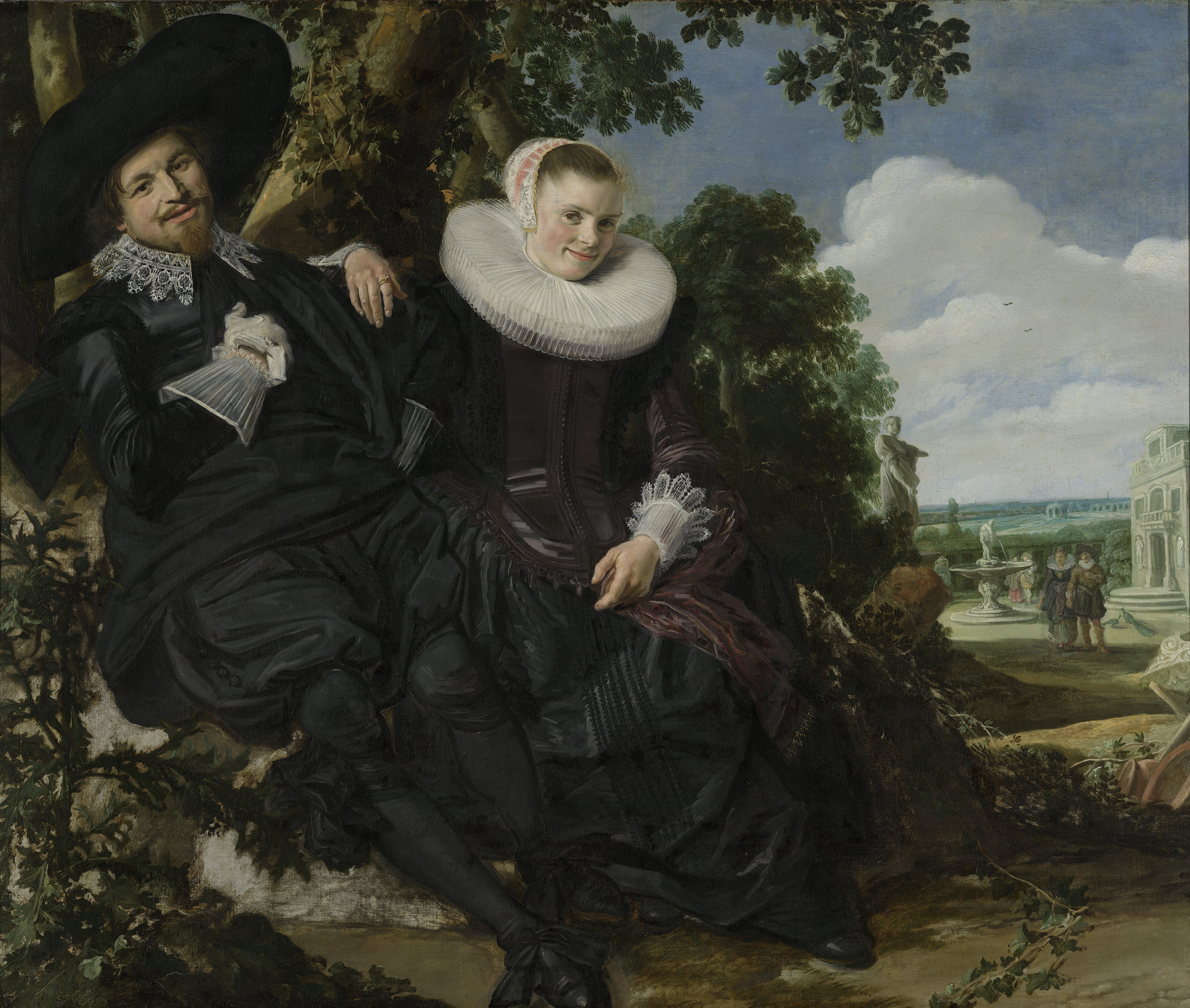
Parella d'esposos - Oli sobre llenç, 140 x 166,5 cm, Rijksmuseum, Amsterdam
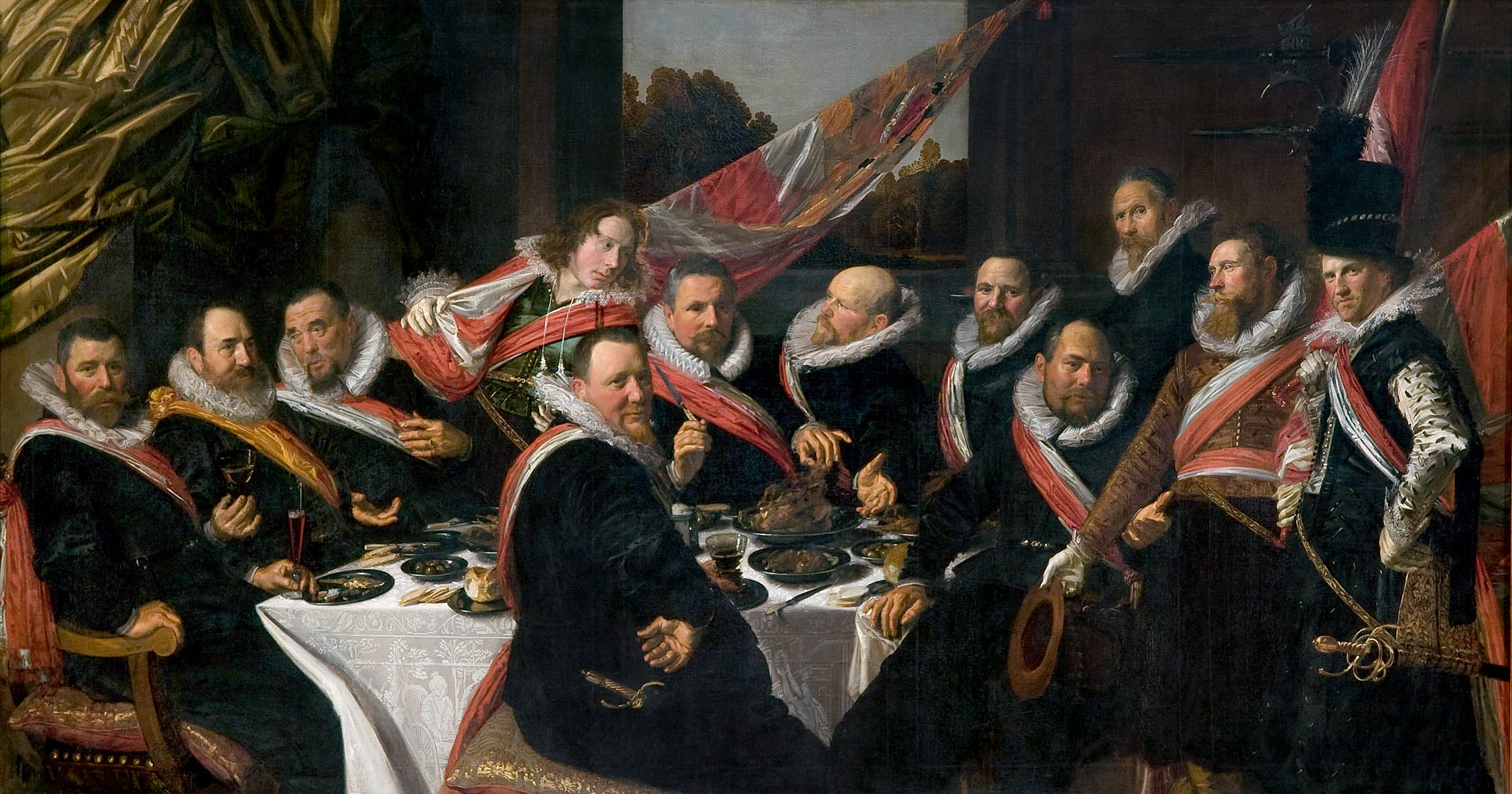
Banquet dels arcabussers de Sant Jordi de Haarlem (1616) - Oli sobre llenç, 179 x 257,5 cm, Museu Frans Hals, Haarlem
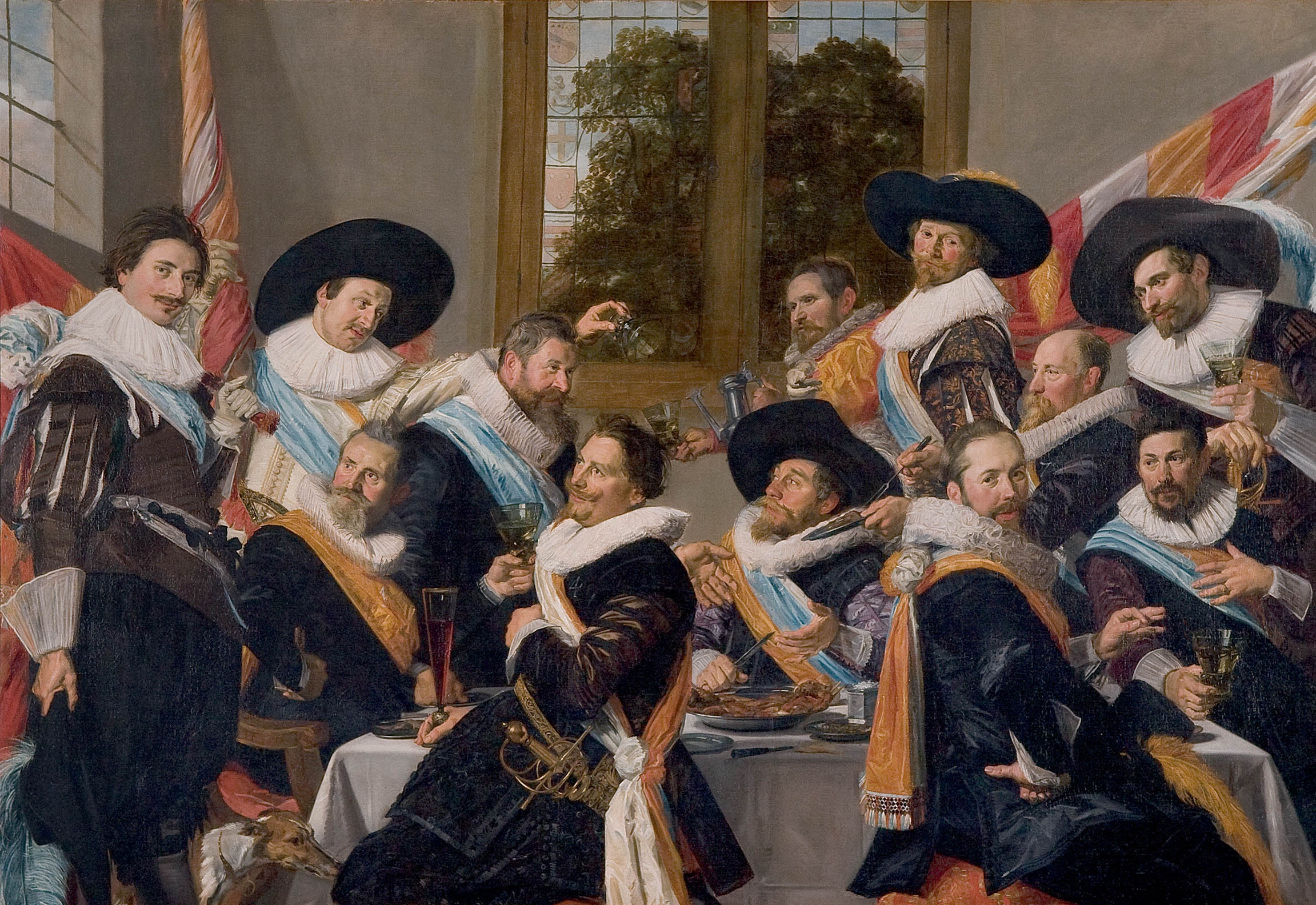
La milícia cívica de Sant Adrià de Haarlem - Oli sobre llenç, 183 x 266,5 cm, Museu Frans Hals, Haarlem
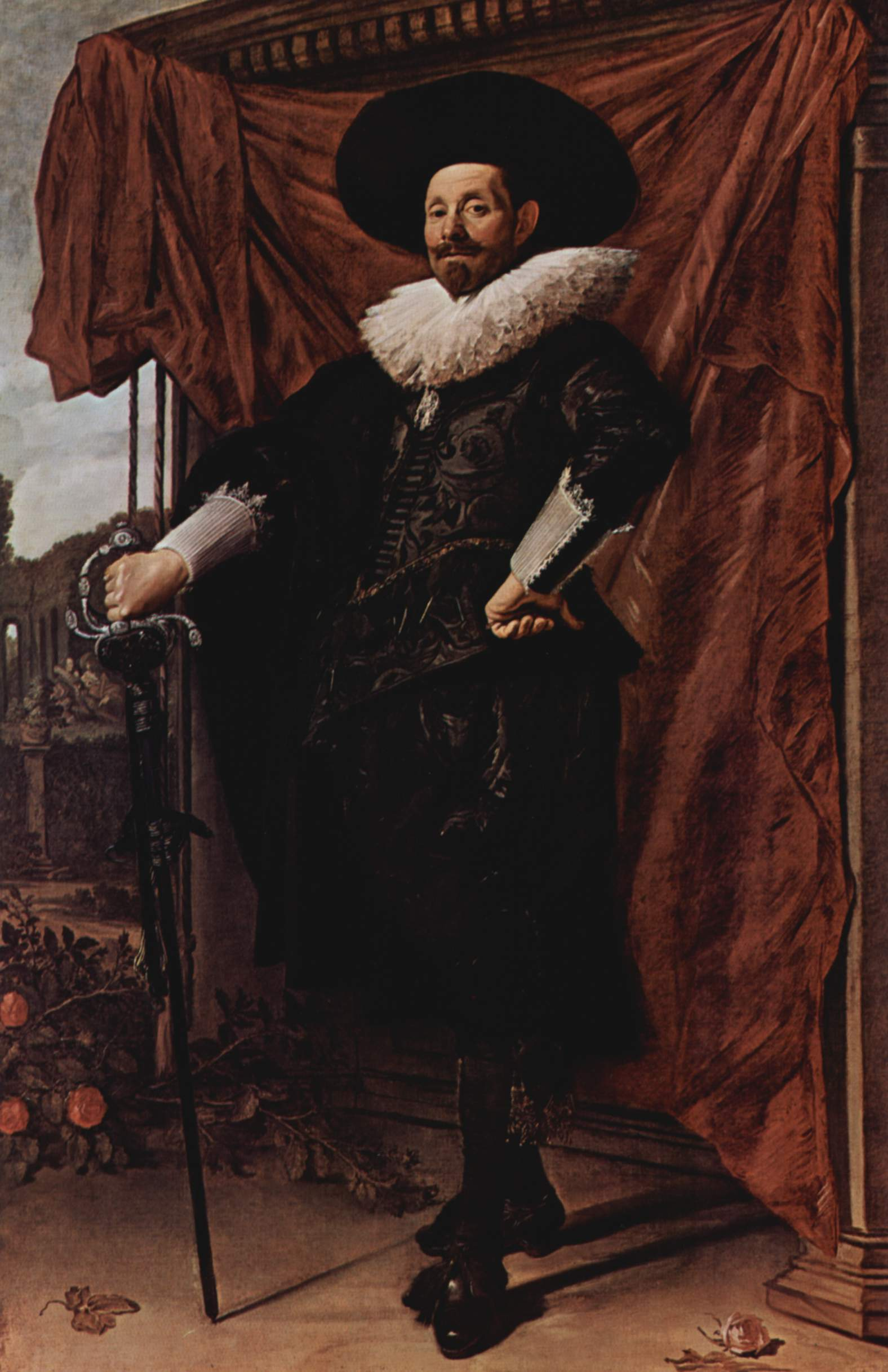
Retrat de Willem van Heythuysen - Oli sobre llenç, 204,5 x 134,5 cm, Alte Pinakothek, Múnic
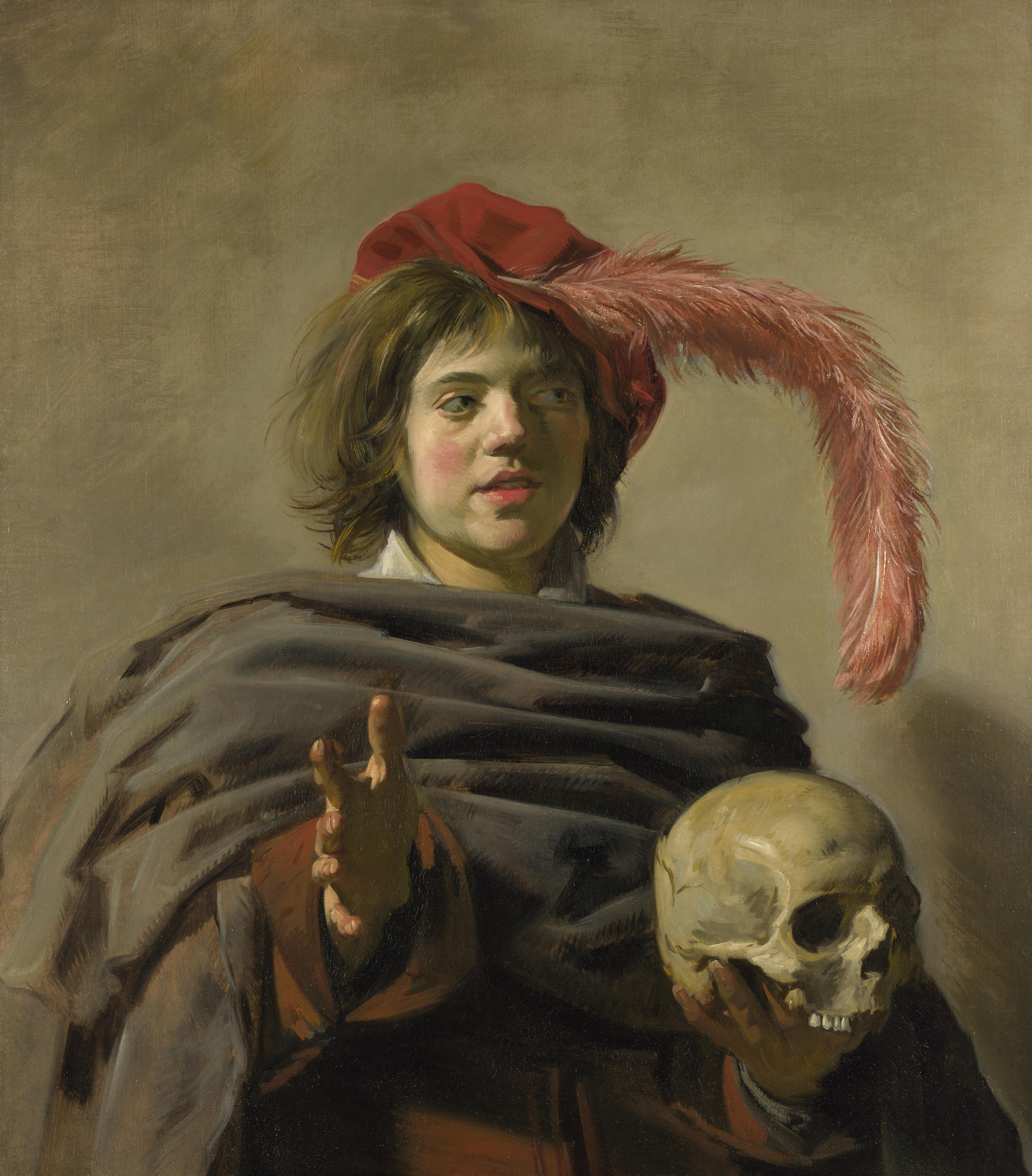
Jove sostenint una calavera - Oli sobre llenç, 92 x 81 cm, National Gallery, Londres
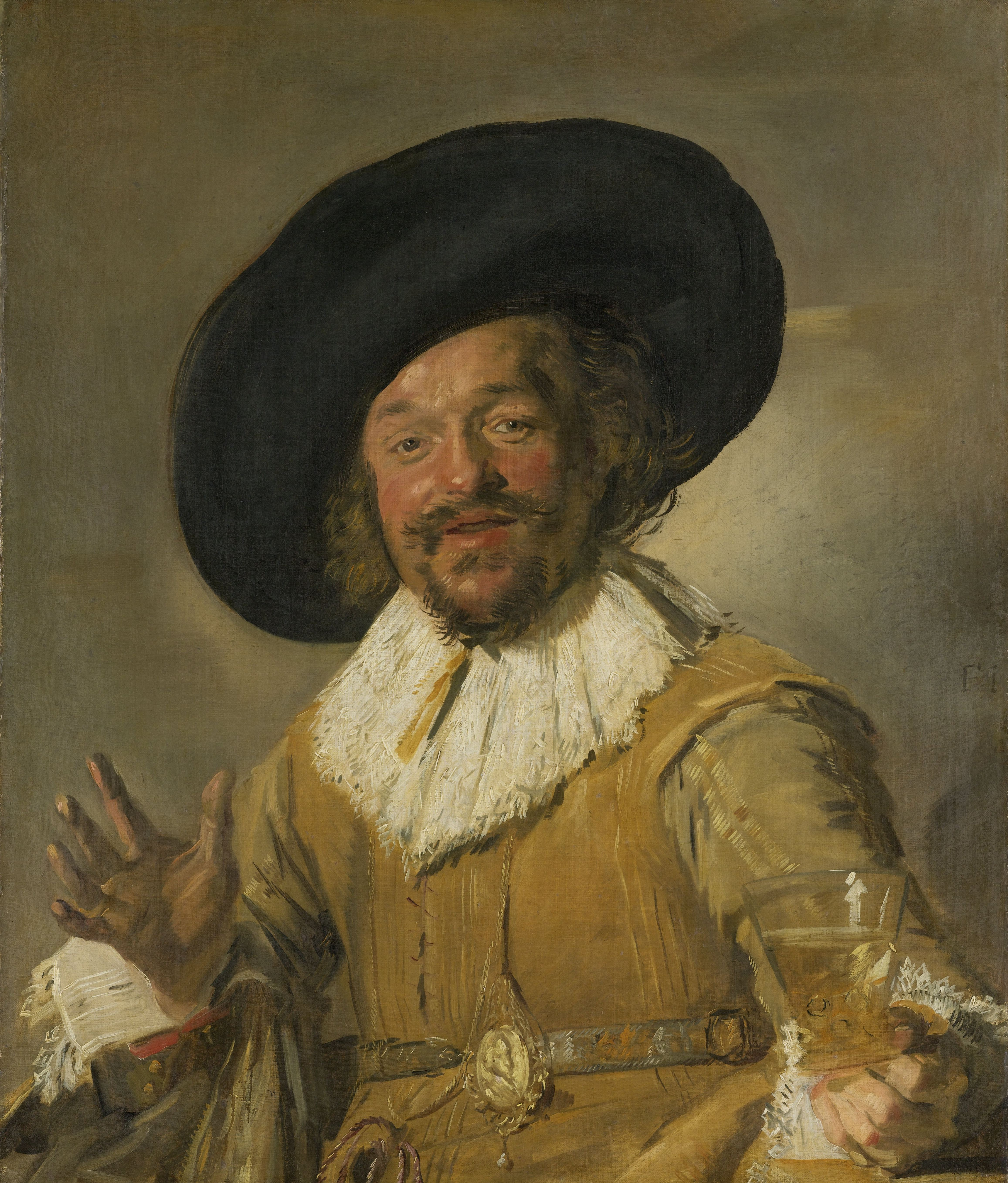
L'alegre bevedor - Oli sobre llenç, 81,5 x 66,5 cm, Rijksmuseum, Amsterdam
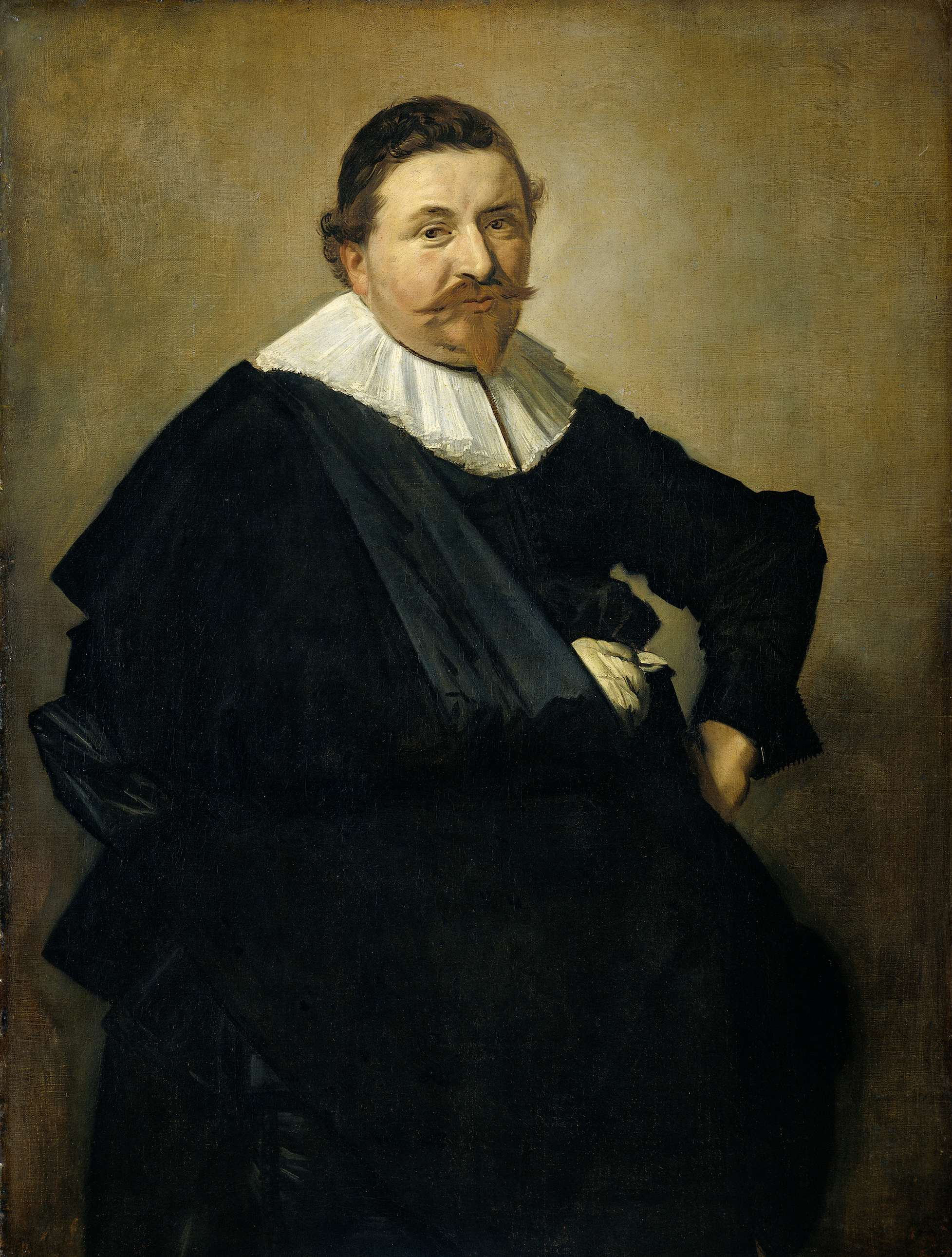
Lluc de Clercq - Oli sobre llenç, 126,5 x 93 cm, Rijksmuseum, Amsterdam
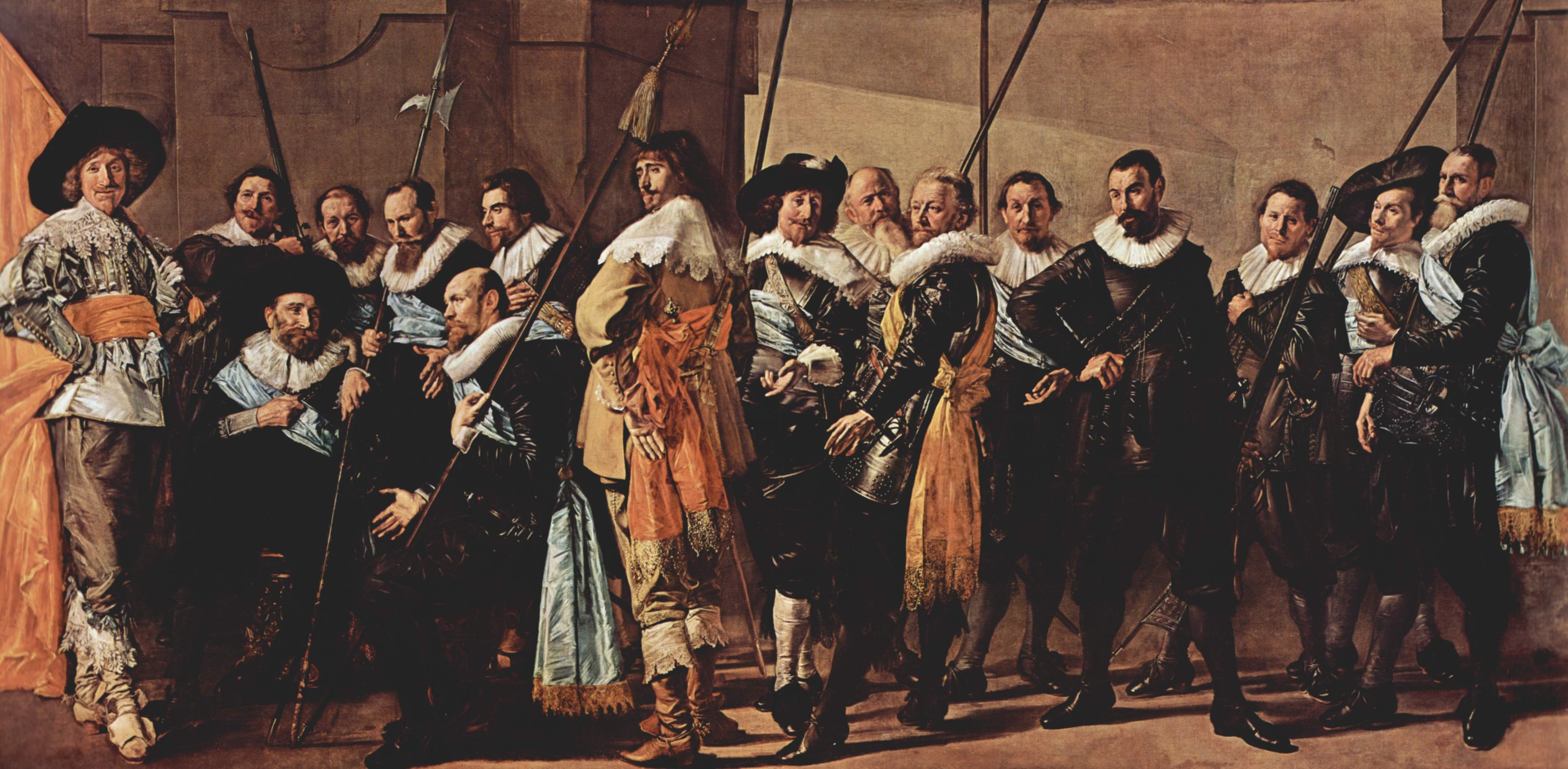
Companyia del capità Reynier Reael - Oli sobre llenç, 209 x 429 cm, Rijksmuseum, Amsterdam
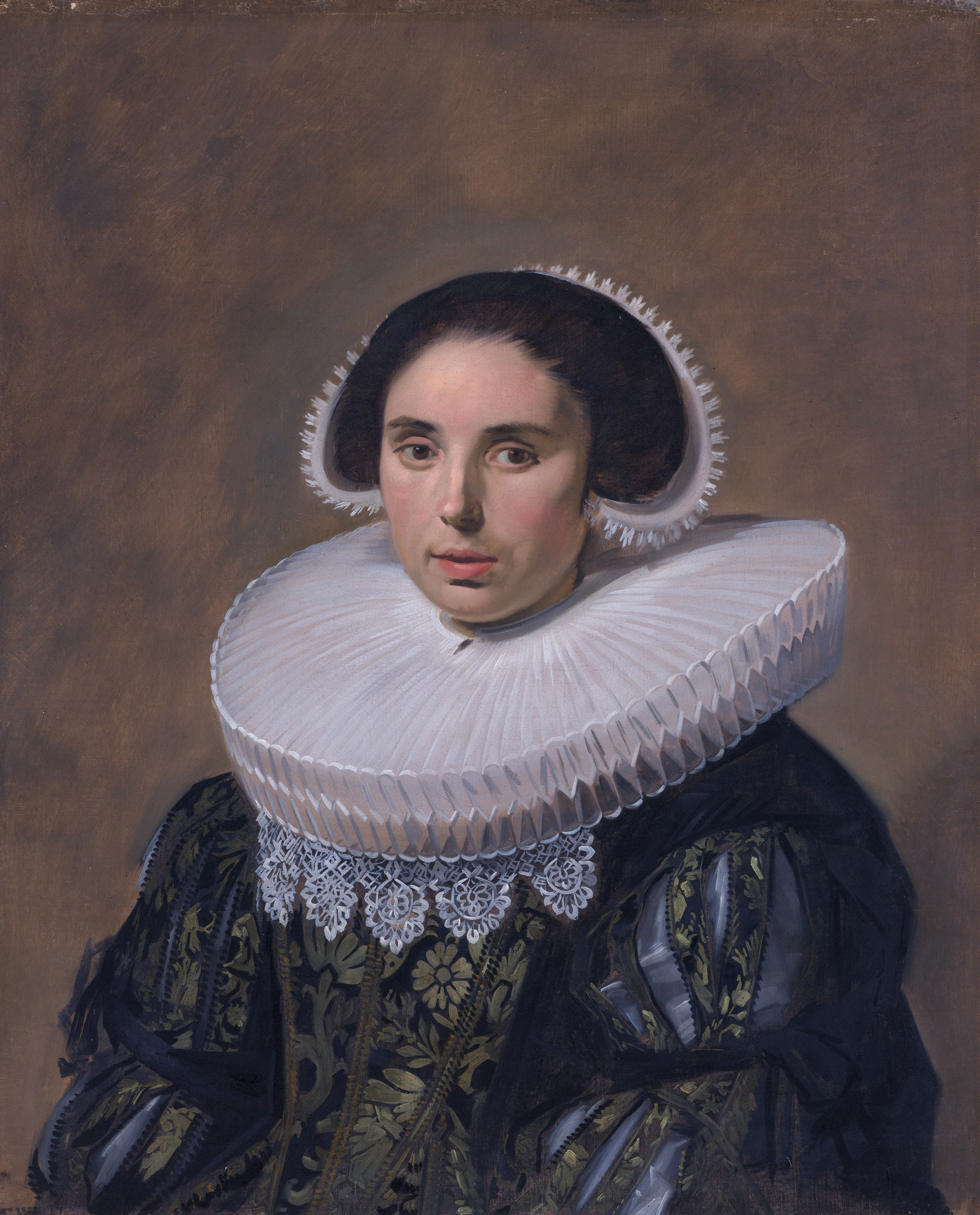
Sara Wolphaerts van Diemen - Oli sobre llenç, 79,5 x 66,5 cm, Rijksmuseum, Amsterdam
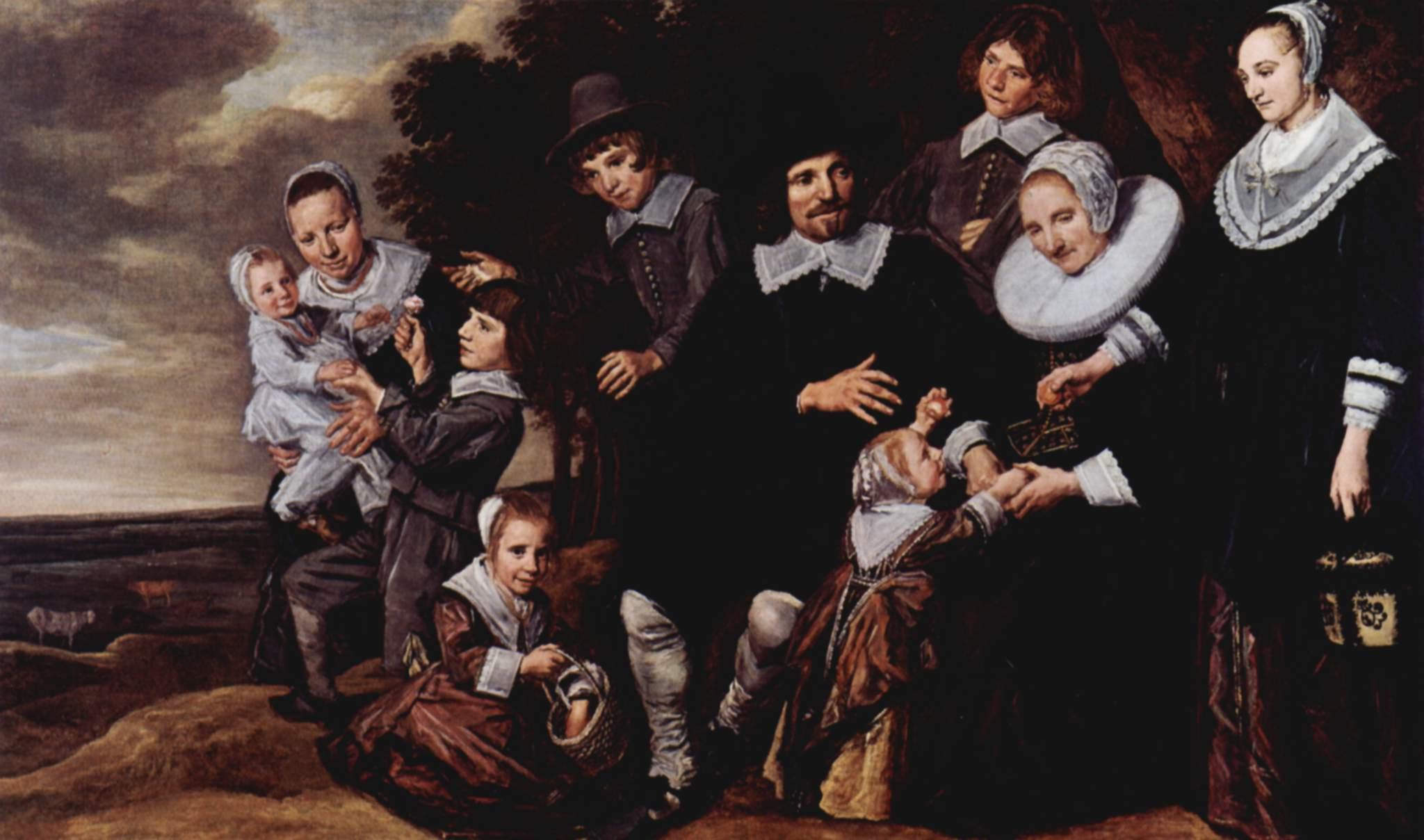
Grup familiar amb deu figures - Oli sobre llenç, 148,5 x 251 cm, National Gallery, Londres
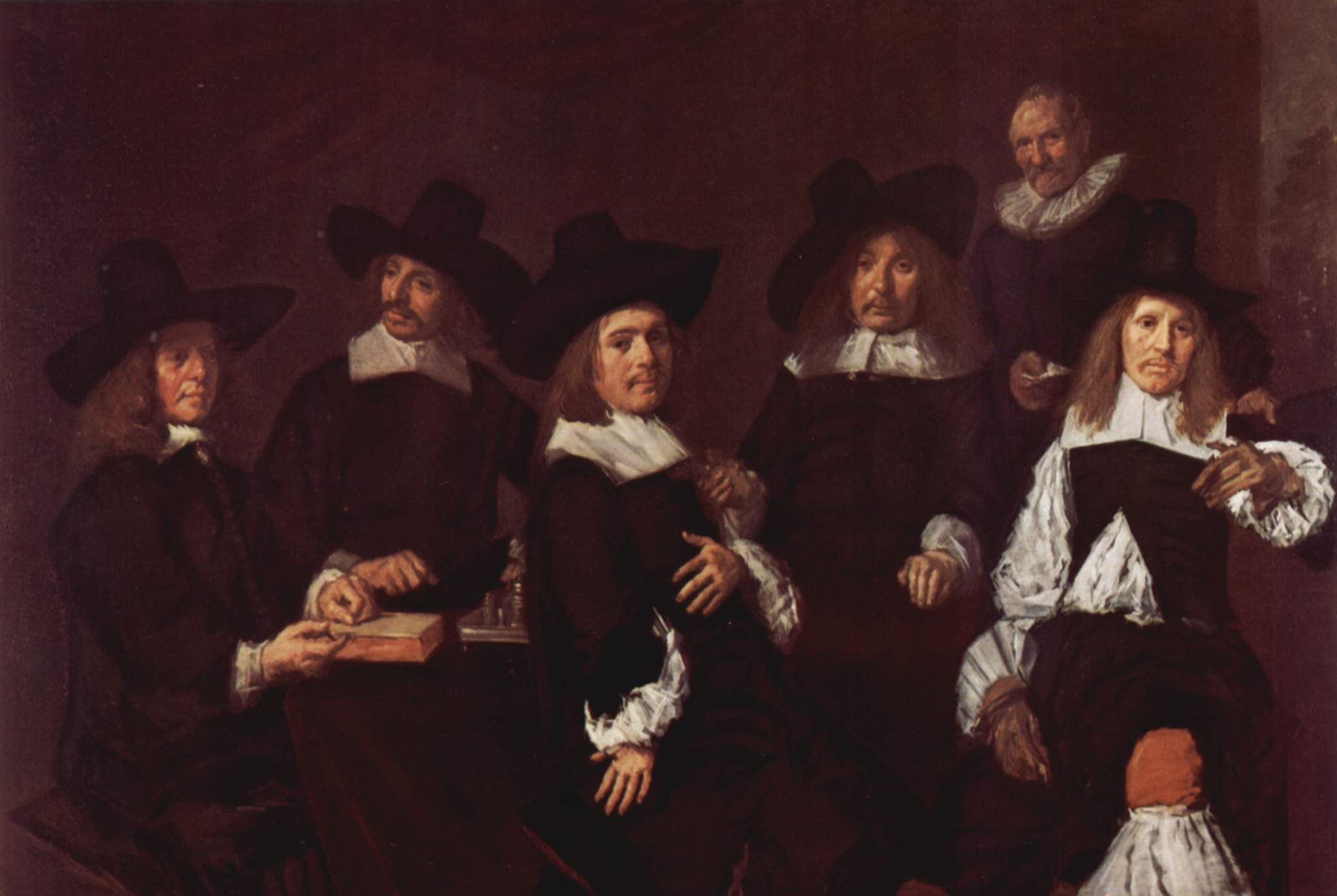
Rectors de l'asil d'ancians de Haarlem - Oli sobre llenç, 172,5 x 256 cm, Museu Frans Hals, Haarlem
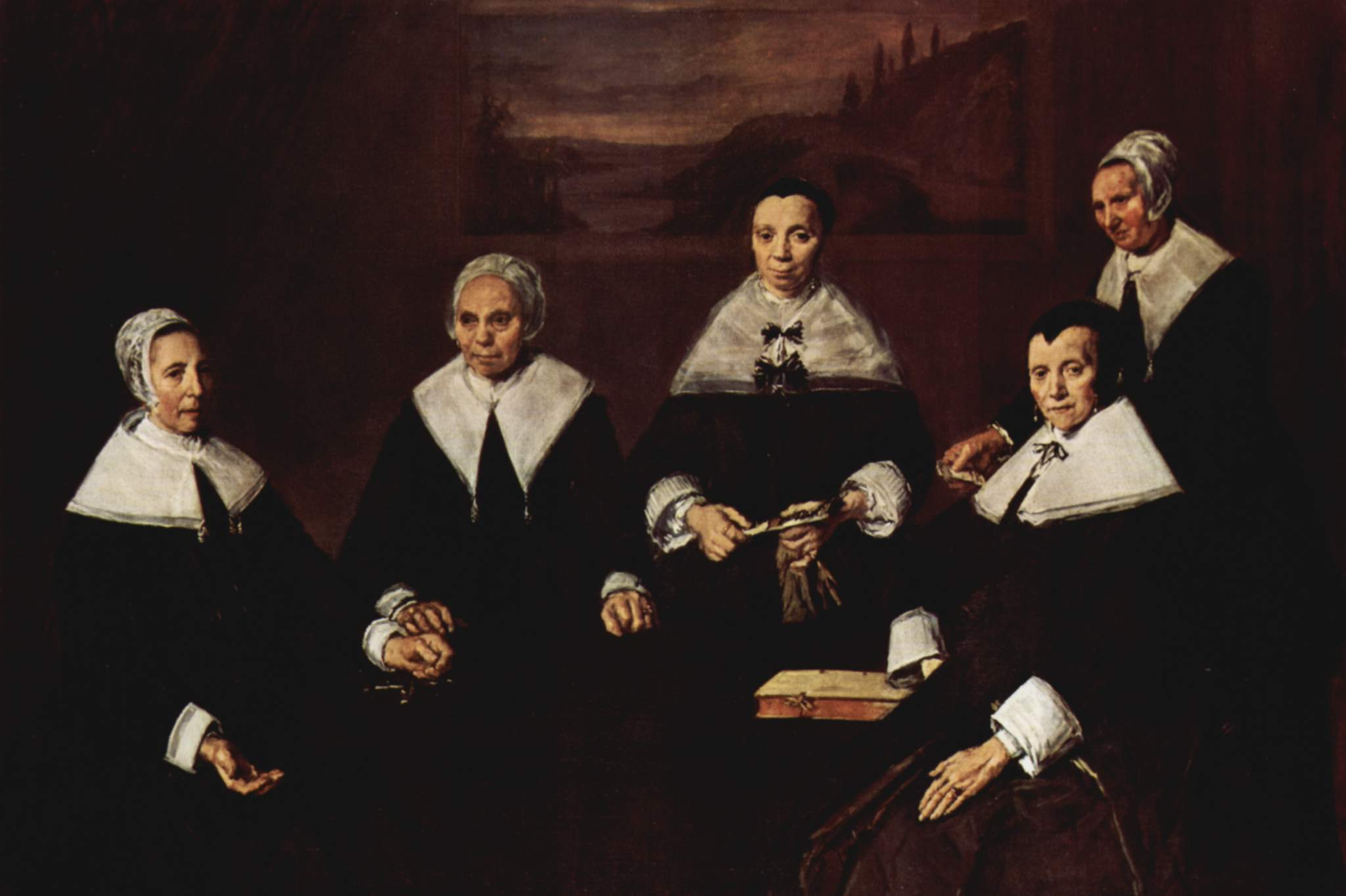
Rectores d'asil d'ancianes de Haarlem - Oli sobre llenç, 170,5 x 249,5 cm, Museu Frans Hals, Haarlem